# سانتا لوئيس دو نورتي
سانتا لوئيس دو نورتي (بالبرتغالية: Santa Luzia do Norte‏) هي بلدية تقع في البرازيل في ألاغواس. يقدر عدد سكانها بـ 6,891 نسمة ومساحتها 28,541 كم2 .